# Championnats de France d'athlétisme 1926
Navigation
Championnats 1925 Championnats 1927
Les Championnats de France d'athlétisme 1926 ont eu lieu les 10 et 11 juillet 1926 au Stade olympique de Colombes. Les épreuves féminines se sont déroulées le 14 juillet à Bry-sur-Marne.

## Palmarès

### Femmes
| Discipline                 | Athlète             | Performance  |
| -------------------------- | ------------------- | ------------ |
| 80 m                       | Marguerite Radideau | 10 s 4       |
| 250 m                      | Marguerite Radideau | 35 s 2       |
| 1 000 m                    | Louise Bellon       | 3 min 15 s 4 |
| 80 m haies                 | Geneviève Laloz     | 13 s 4       |
| Saut en hauteur sans élan  | Évelyne Cloupet     | 1,15 m       |
| Saut en hauteur            | Hélène Hummel       | 1,42 m       |
| Saut en longueur sans élan | Évelyne Cloupet     | 2,37 m       |
| Saut en longueur           | Lucienne Viel       | 4,97 m       |
| Lancer du poids            | Violette Morris     | 19,50 m      |
| Lancer du disque           | Lucienne Velu       | 28,91 m      |
| Lancer du javelot          | Louise Ausset       | 41,22 m      |
| 1 000 m marche             | Albertine Regel     | 5 min 13 s 8 |

### Hommes
| Discipline        | Athlète          | Performance   |
| ----------------- | ---------------- | ------------- |
| 100 m             | Maurice Degrelle | 10 s 8        |
| 200 m             | André Mourlon    | 22 s 0        |
| 400 m             | Francis Galtier  | 49 min 8 s    |
| 800 m             | Georges Baraton  | 1 min 57 s 4  |
| 1 500 m           | Roger Pelé       | 3 min 59 s 8  |
| 5 000 m           | Maurice Norland  | 15 min 15 s 6 |
| 10 000 m          | Lucien Dolquès   | 31 min 59 s 6 |
| 110 m haies       | Gabriel Sempé    | 15 s 6        |
| 400 m haies       | André Adelheim   | 56 s 8        |
| 3 000 m steeple   | Lucien Duquesne  | 9 min 55 s 8  |
| Saut en hauteur   | Claude Ménard    | 1,83 m        |
| Saut à la perche  | Maurice Vautier  | 3,70 m        |
| Saut en longueur  | Albert Pinson    | 6,87 m        |
| Lancer du poids   | Raoul Paoli      | 13,79 m       |
| Lancer du disque  | Raoul Paoli      | 39,55 m       |
| Lancer du marteau | Robert Saint-Pé  | 41,37 m       |
| Lancer du javelot | Emmanuel Degland | 54,25 m       |
| 10 000 m marche   | Louis François   | 53 min 54 s 2 |